# Barrio de Guadalupe del Mezquitillo
Barrio de Guadalupe del Mezquitillo är en ort i Mexiko.   Den ligger i kommunen San Francisco del Rincón och delstaten Guanajuato, i den centrala delen av landet, 300 km nordväst om huvudstaden Mexico City. Barrio de Guadalupe del Mezquitillo ligger 1 790 meter över havet och antalet invånare är 1 084.
Terrängen runt Barrio de Guadalupe del Mezquitillo är en högslätt. Runt Barrio de Guadalupe del Mezquitillo är det tätbefolkat, med 308 invånare per kvadratkilometer. Närmaste större samhälle är San Francisco del Rincón, 10,0 km nordväst om Barrio de Guadalupe del Mezquitillo. I omgivningarna runt Barrio de Guadalupe del Mezquitillo växer huvudsakligen savannskog.